# Saint-Martin-d'Arrossa
Saint-Martin-d'Arrossa är en kommun i departementet Pyrénées-Atlantiques i regionen Nouvelle-Aquitaine i sydvästra Frankrike. Kommunen ligger i kantonen Saint-Étienne-de-Baïgorry som tillhör arrondissementet Bayonne. År 2022 hade Saint-Martin-d'Arrossa 544 invånare.

## Befolkningsutveckling
Antalet invånare i kommunen Saint-Martin-d'Arrossa
| Referens: INSEE |